# Teru Miyamoto
Teru Miyamoto (japanisch 宮本 輝, Miyamoto Teru; * 6. März 1947 in Kōbe) ist ein japanischer Schriftsteller.

## Leben und Wirken
Miyamoto studierte an der Privatuniversität Ōtemon Gakuin Daigaku und arbeitete danach als Texter für die Werbeagentur Sankei. Nach einem Nervenzusammenbruch mit Mitte zwanzig wandte er sich der Schriftstellerei zu. Für Doro no kawa (泥の河) – „Schlammiger Fluss“ erhielt er 1977 den Dazai-Osamu-Preis,  für Hotarugawa (螢川) – „Glühwürmchen-Fluss“ im Folgejahr den Akutagawa-Preis. Sein Roman Yūshun (優駿) – der Name einer Pferderennen-Zeitung – (1987) wurde mit dem Yoshikawa-Eiji-Preis ausgezeichnet. Alle drei Werke wie mehrere spätere Romane, darunter Donau no tabibito (ドナウの旅人) – „Der Reisende auf der Donau“, wurden verfilmt. Der Film Schmutziger Fluß erschien 1981.

## Weblink
- The Teru's Club